# Jean Pucelle
Jean Pucelle (1300? – 1334) byl francouzský iluminátor rukopisů, aktivní v Paříži v letech 1319–1334. Je považován za nejlepšího malíře miniatur na počátku 14. století.

## Život
Malíř a iluminátor Jean Pucelle je zmíněn poprvé mezi roky 1319 a 1324 v účtech bratrstva Saint-Jacques-aux-Pèlerins v Paříži. Byl pověřen navrhnout pečeť bratrstva a byla mu vyplacena odměna. Někteří historici umění předpokládají, že malíř podnikl roku 1322 výlet do Itálie, zejména do Toskánska a Sieny.
Dva rukopisné záznamy dokládají účast Jeana Pucelle na iluminaci bible Roberta Billinga. Ta obsahuje kolofon, který udává, že ilustroval knihu v roce 1327 se dvěma dalšími pomocníky ("Jehan Pucelle, Anciau de Cens, Jacquet Maci, ils hont enluminé ce livre ci"). Marginalie v breviáři Jeanne de Belleville prováděné mezi lety 1323 a 1326 dokládají, že Pucelle zaplatil velkou sumu zaměstnancům za iluminace, což znamená, že tehdy stál v čele významné dílny. Archivní dokumenty uvádějí jako datum smrti rok 1334.

## Dílo

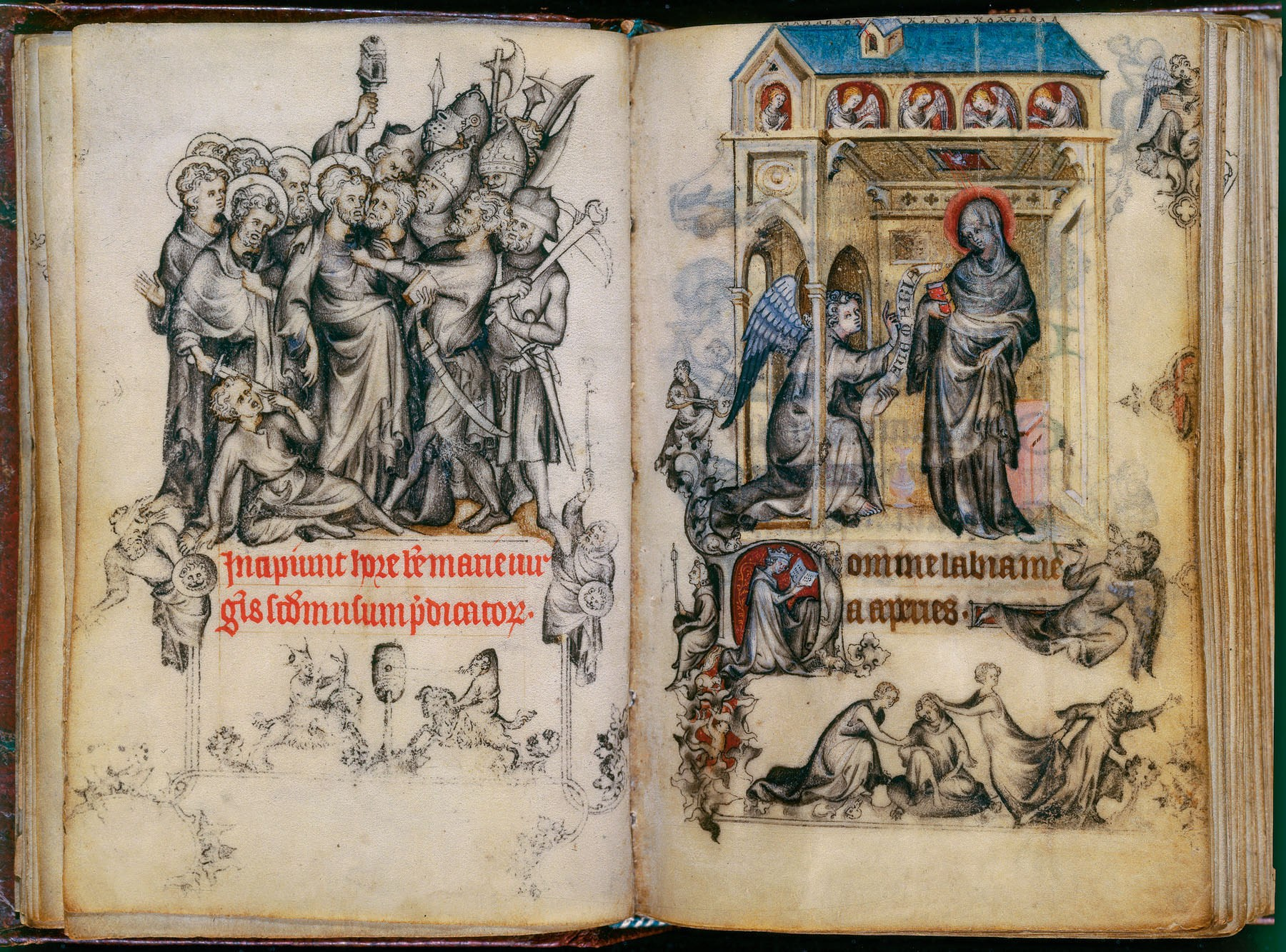
Jean Pucelle, Hodinky Jeanne d'Evreux, Metropolitan Museum, NY

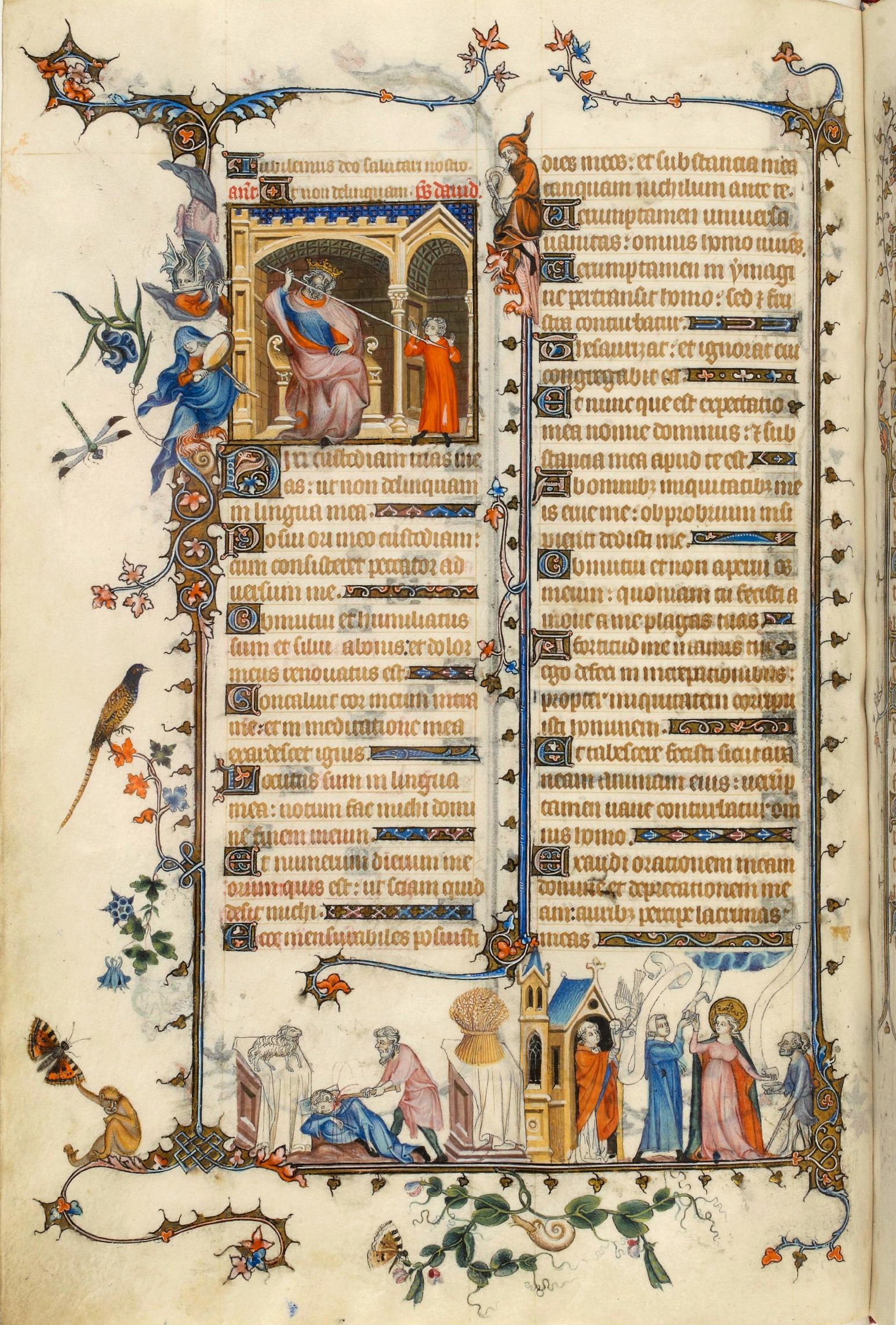
Jean Pucelle (a dílna) Breviář Belleville

Jean Pucelle přinesl jako první do francouzské knižní malby plastické ztvárnění figur a nové pojetí prostoru, typické pro italskou ranou renesanci. Italský vliv patrný v malbě Jeana Pucelle je natolik silný, že vedl ke spekulacím, zda umělec nepřišel do Paříže z Itálie. Byl obeznámen s inovacemi nejvýznamnějšího malíře treccenta Giotta a převzal některé architektonické prvky a detaily typické pro Duccia. Podle Stanley Ferbera cituje Pucelle ve svých iluminacích sochařské kompozice Giovanni Pisana. Většina jeho iluminací je vytvořena stylem grisaille, který je tónován a zvýrazněn lokálním užitím barev. Pucellovy drolerie prokazují obeznámenost se severofrancouzským a vlámským uměním a vyznačují se velkou invencí a bujnou fantazií. Je pravděpodobné, že pracoval i s jinými materiály nebo navrhoval vzory pro smalty, řezby ve slonovině a malovaná okna. Je mu přisuzováno autorství jednoho z malovaných oken v katedrále ve Štrasburku.
Jeho mistrovským dílem, které vytvořil na zakázku francouzského krále Karla IV., je kniha hodinek pro francouzskou královnu Jeanne d'Évreux. Tato rozměrná kniha obsahuje řadu celostránkových iluminací. Produkce Pucellovy dílny však byla rozsáhlejší, než se soudilo a jeho následovníkům jsou přisuzovány některé další rukopisy - Kniha hodinek Johany Savojské, Žaltář Bony Lucemburské, Kniha hodinek Jeanne II. de Navarre, Kniha hodinek Jolandy Flanderské.

### Známá díla
- kolem 1324 Breviář Blanche de France, Bibliotheca Apostolica Vaticana, Řím, Urb.603
- 1325–1328 Hodinky Jeanne d'Évreux, Metropolitan Museum, New York, The Cloisters[9]
- 1323–1326 Breviář Jeanne de Belleville, Jean Pucelle a dílna, převorství Saint-Louis de Poissy, Bibliothèque nationale de France, Paříž
- 1327 Bible Roberta de Billing, Jean Pucelle a dílna, Paříž, BnF, ms. latin 11935
- Rukopis benediktinského mnicha a básníka Gautiera de Coinci, zázraky Panny Marie (Knihy I a II) pro Jeanne de Bourgogne, BNF, NAF 245416